# هوريس وايت
هوريس وايت (بالإنجليزية: Horace White) (و. 1834 – 1916 م) هو صحفي من الولايات المتحدة الأمريكية .